# Ranunculus cheirophyllus
Ranunculus cheirophyllus Hayata – gatunek rośliny z rodziny jaskrowatych (Ranunculaceae Juss.). Występuje endemicznie na Tajwanie. 

## Morfologia
PokrójBylina o lekko owłosionych pędach. Dorasta do 7–20 cm wysokości.
LiścieMają deltoidalny lub półokrągły kształt. Mierzą 6–11 cm długości oraz 8–14 cm szerokości. Nasada liścia ma prawie ucięty lub klinowy kształt. Brzegi są ząbkowane. Wierzchołek jest tępy. Ogonek liściowy jest mniej lub bardziej owłosiony i ma 2–5 cm długości.
KwiatySą pojedyncze. Pojawiają się na szczytach pędów. Mają białą barwę. Dorastają do 8 mm średnicy. Mają 4 lub 5 półokrągłych działek kielicha, które dorastają do 2 mm długości. Mają od 3 do 5 podłużnych płatków o długości 4 mm.

## Biologia i ekologia
Rośnie na łąkach. Występuje na wysokości od 2000 do 2200 m n.p.m.